# Bernhard Diestelkamp

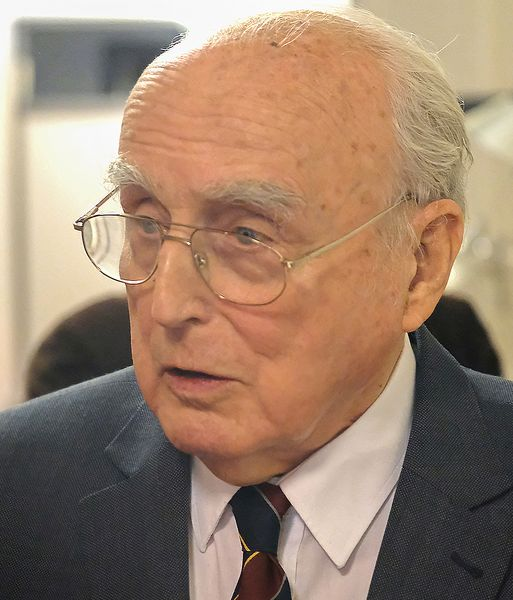
Bernhard Diestelkamp auf einer Vortragsveranstaltung in Göttingen im Februar 2018

Bernhard Diestelkamp (* 6. Juli 1929 in Magdeburg; † 17. Juni 2025 in Bad Gandersheim) war ein deutscher Rechtshistoriker. Er lehrte von 1967 bis 1994 als ordentlicher Professor für Rechtsgeschichte und Bürgerliches Recht an der Universität Frankfurt am Main. Er zählte zu den führenden deutschen Rechtshistorikern. In der Fachwelt ist er vor allem durch die Erforschung des Reichskammergerichts hervorgetreten.

## Leben und Wirken
Diestelkamp war Sohn des Staatsarchivdirektors und Bundesoberarchivrats Adolf Diestelkamp und Irene Diestelkamps, geborene Funck. Er besuchte die Schulen Marienstiftsgymnasium in Stettin, das Wilhelmgymnasium in Hamburg und das Archigymnasium Soest. Nach dem Abitur 1949 am Archigymnasium Soest studierte er von 1949 bis 1959 Rechtswissenschaften an den Universitäten Köln, Göttingen und Freiburg. Im Wintersemester 1949/50 trat der evangelische Student in die Göttinger Burschenschaft Alemannia ein, der er lebenslang angehört hat. Seine Staatsexamina legte er 1951 und 1960 ab. Im Jahr 1960 erfolgte seine Promotion zum Dr. jur. in Freiburg, wo er sich 1966 auch habilitierte. Noch im selben Jahr wurde er ordentlicher Professor für Bürgerliches Recht und Deutsche Rechtsgeschichte an der Universität Frankfurt am Main, wo er 1968 seine Antrittsvorlesung über das Reichskammergericht im Rechtsleben des 16. Jahrhunderts hielt. In Frankfurt lehrte der in Kronberg-Oberhöchstadt lebende Diestelkamp bis zu seiner Emeritierung 1994. Seit 2012 war er Teilprojektleiter im Frankfurter LOEWE-Schwerpunkt „Außergerichtliche und gerichtliche Konfliktlösung“.
Diestelkamp beschäftigte sich schwerpunktmäßig mit der deutschen Rechtsgeschichte des Mittelalters und der frühen Neuzeit. Er begründete 1973 die Reihe Quellen und Forschungen zur Höchsten Gerichtsbarkeit im Alten Reich, in der bislang mehr als siebzig Bände erschienen sind. Er gab ab 1988 die Urkundenregesten zur Tätigkeit des deutschen Königs- und Hofgerichts bis 1451 heraus. Weitere Schwerpunkte waren die juristische Zeitgeschichte, die Tätigkeit und Spruchpraxis des königlichen Hofgerichts zwischen Mittelalter und Neuzeit, Gesetz und Gewohnheitsrecht in der Vormoderne, regionales und Stadtrecht im Rezeptionsprozess sowie strafrechtliche Grundbegriffe. Er gab sieben Beiträge einer 2002 in Wetzlar abgehaltenen Tagung der Gesellschaft für Reichskammergerichtsforschung heraus. Darin wurden das 1495 neu formierte Reichskammergericht und die ersten Jahrzehnte seines Wirkens vor allem auf der Grundlage personengeschichtlicher und quantifizierender Untersuchungen behandelt.
Er war stellvertretender Vorsitzender der Frankfurter Historischen Kommission und korrespondierendes Mitglied der Akademie der Wissenschaften und der Literatur Mainz (ab 1994), Ehrenmitglied der Internationalen Kommission für Stadtgeschichte, Mitglied der Hessischen Historischen Kommission Darmstadt. Er war Mitglied der Vereinigung für Verfassungsgeschichte. Die Universität Lund verlieh ihm die Ehrendoktorwürde. Er wurde 2001 für seine Verdienste um die Gesellschaft für Reichskammergerichtsforschung, die er 1985 mitbegründet hatte, mit der Ehrengabe der Stadt Wetzlar ausgezeichnet. Ihm wurde im Juli 2019 für seine Forschungen zum Reichskammergericht mit der Lotte-Plakette die höchste kulturelle Auszeichnung der Stadt Wetzlar verliehen.
Diestelkamp war ab 1958 verheiratet und Vater zweier Kinder. Er lebte zuletzt in Göttingen. Diestelkamp starb 2025 im Alter von 95 Jahren in Bad Gandersheim.

## Schriften (Auswahl)
Monographien
- Die Städteprivilegien Herzogs Ottos des Kindes, ersten Herzogs von Braunschweig-Lüneburg. (1204–1252) (= Quellen und Darstellungen zur Geschichte Niedersachsens. Bd. 59). Lax, Hildesheim 1961.
- Das Lehnrecht der Grafschaft Katzenelnbogen (13. Jahrhundert bis 1479). Ein Beitrag zur Geschichte des spätmittelalterlichen deutschen Lehnrechts, insbesondere zu seiner Auseinandersetzung mit oberitalienischen Rechtsvorstellungen (= Untersuchungen zur deutschen Staats- und Rechts-Geschichte. Neue Folge, Bd. 11). Scientia-Verlag, Aalen 1969 (Freiburg (Breisgau), Universität, Habilitations-Schrift, 1966/1967).
- Gibt es eine Freiburger Gründungsurkunde aus dem Jahre 1120? Ein Beitrag zur vergleichenden Städtegeschichte des Mittelalters sowie zur Diplomatik hochmittelalterlicher Städteprivilegien. Erich Schmidt, Berlin 1973, ISBN 3-503-00720-2.
- Das Reichskammergericht im Rechtsleben des Heiligen Römischen Reiches Deutscher Nation (= Schriftenreihe der Gesellschaft für Reichskammergerichtsforschung. Heft 1, ZDB-ID 1192584-x) (Unveränderte Fassung des Vortrages vom 7. Dezember 1984 im Stadthaus am Dom zu Wetzlar). Gesellschaft für Reichskammergerichtsforschung, Wetzlar 1985.
- mit Hartmut Harthausen und Georg Schmidt von Rhein: Das Reichskammergerichtmuseum Wetzlar. Gesellschaft für Reichskammergerichtsforschung, Wetzlar 1987 (2. erweiterte Auflage. 1997).
- Rechtsfälle aus dem Alten Reich. Denkwürdige Prozesse vor dem Reichskammergericht. Beck, München 1995, ISBN 3-406-39789-1.
- Die Durchsetzung des Rechtsmittels der Appellation im weltlichen Prozeßrecht Deutschlands (= Akademie der Wissenschaften und der Literatur Mainz. Abhandlungen der Geistes- und Sozialwissenschaftlichen Klasse. Jg. 1998, Nr. 2). Franz Steiner, Stuttgart 1998, ISBN 3-515-07305-1.
- Rechtsgeschichte als Zeitgeschichte. Beiträge zur Rechtsgeschichte des 20. Jahrhunderts (= Juristische Zeitgeschichte. Abteilung 1: Allgemeine Reihe. Bd. 6). Nomos-Verlags-Gesellschaft, Baden-Baden 2001, ISBN 3-7890-6585-4.
- Gesellschaftliches Leben am Hof des Kammerrichters. Erweiterte und veränderte Fassung des Vortrags vom 18. Oktober 2001 im Stadthaus am Dom zu Wetzlar (= Schriftenreihe der Gesellschaft für Reichskammergerichtsforschung. Heft 29). Gesellschaft für Reichskammergerichtsforschung, Wetzlar 2002, ISBN 3-935279-32-9.

Herausgeberschaften
- mit Wolfgang Benz: Justizalltag im Dritten Reich (= Fischer-Taschenbücher. 4396). Fischer-Taschenbuch-Verlag, Frankfurt am Main 1988, ISBN 3-596-24396-3.
- Urkundenregesten zur Tätigkeit des deutschen Königs- und Hofgerichts bis 1451. Band 3: Bernhard Diestelkamp, Ute Rödel: Die Zeit Rudolfs von Habsburg. 1273–1291 (= Quellen und Forschungen zur höchsten Gerichtsbarkeit im alten Reich. Sonderreihe). Böhlau, Köln u. a. 1986, ISBN 3-412-05385-6.
- Urkundenregesten zur Tätigkeit des deutschen Königs- und Hofgerichts bis 1451. Band 1: Bernhard Diestelkamp, Ekkehart Rotter: Die Zeit von Konrad I. bis Heinrich VI. 911–1197 (= Quellen und Forschungen zur höchsten Gerichtsbarkeit im alten Reich. Sonderreihe). Böhlau, Köln u. a. 1988, ISBN 3-412-11088-4.
- mit Michael Stolleis: Juristen an der Universität Frankfurt am Main. Nomos Verlags-Gesellschaft, Baden-Baden 1989, ISBN 3-7890-1832-5.
- Die politische Funktion des Reichskammergerichts (= Quellen und Forschungen zur höchsten Gerichtsbarkeit im alten Reich. Bd. 24). Böhlau, Köln u. a. 1993, ISBN 3-412-07092-0.
- mit Klaus Flink: Der Oberhof Kleve und seine Schöffensprüche. Untersuchungen zum Klever Stadtrecht (= Klever Archiv. Bd. 15). Stadtarchiv Kleve, Kleve 1994, ISBN 3-922412-14-9.
- mit Zentaro Kitagawa, Josef Kreiner, Junichi Murakami, Knut Wolfgang Nörr, Nobuyoshi Toshitani: Zwischen Kontinuität und Fremdbestimmung. Zum Einfluß der Besatzungsmächte auf die deutsche und japanische Rechtsordnung 1945 bis 1950. Deutsch-japanisches Symposium in Tokyo vom 6. bis 9. April 1994. Mohr, Tübingen 1996, ISBN 3-16-146603-9.
- mit Ingrid Scheurmann: Friedenssicherung und Rechtsgewährung. Sechs Beiträge zur Geschichte des Reichskammergerichts und der obersten Gerichtsbarkeit im alten Europa. AsKI, Wetzlar u. a. 1997, ISBN 3-930370-05-0.
- Beiträge zum spätmittelalterlichen Städtewesen (= Städteforschungen. Veröffentlichungen des Instituts für vergleichende Städtegeschichte in Münster. Reihe A: Darstellungen. Bd. 12). Böhlau, Köln u. a. 1982, ISBN 3-412-01381-1.
- Forschungen aus Akten des Reichskammergerichts (= Quellen und Forschungen zur höchsten Gerichtsbarkeit im Alten Reich. Bd. 14). Böhlau, Köln u. a. 1984, ISBN 3-412-04684-1.
- Das Reichskammergericht am Ende des Alten Reiches und sein Fortwirken im 19. Jahrhundert (= Quellen und Forschungen zur höchsten Gerichtsbarkeit im Alten Reich. Bd. 41). Böhlau, Köln u. a. 2002, ISBN 3-412-02302-7.
- Das Reichskammergericht. Der Weg zu seiner Gründung und die ersten Jahrzehnte seines Wirkens (1451–1527) (= Quellen und Forschungen zur höchsten Gerichtsbarkeit im Alten Reich. Bd. 45). Böhlau, Köln u. a. 2003, ISBN 3-412-12703-5.
- mit Nils Jörn und Kjell Åke Modéer: Integration durch Recht. Das Wismarer Tribunal. (1653–1806) (= Quellen und Forschungen zur höchsten Gerichtsbarkeit im alten Reich. Bd. 47). Böhlau, Köln u. a. 2003, ISBN 3-412-18203-6.
- mit Friedrich Battenberg: Die Protokoll- und Urteilsbücher des Königlichen Kammergerichts aus den Jahren 1465–1480. Mit Vaganten und Ergänzungen (= Quellen und Forschungen zur höchsten Gerichtsbarkeit im Alten Reich. Bd. 44, 1–3). 3 Bände. Böhlau, Köln u. a. 2004, ISBN 3-412-12502-4.
- Urkundenregesten zur Tätigkeit des deutschen Königs- und Hofgerichts bis 1451. Band 12: Ekkehart Rotter: Die Zeit Wenzels. 1388–1392 (= Quellen und Forschungen zur höchsten Gerichtsbarkeit im alten Reich. Sonderreihe). Böhlau, Köln u. a. 2008, ISBN 978-3-412-20160-9.

Aufsatzsammlung
- Recht und Gericht im Heiligen Römischen Reich (= Ius Commune. Sonderhefte: Studien zur Europäischen Rechtsgeschichte. Bd. 122). Vittorio Klostermann, Frankfurt am Main 1999, ISBN 3-465-03037-0.